# Om du lämnade mig nu
Om du lämnade mig nu är en singel av Lars Winnerbäck & Miss Li, utgiven den 20 augusti 2007. Den toppade den svenska singellistan. Den 16 september 2007 gick låten in på Svensktoppen, där den gick upp på förstaplatsen den 18 november 2007. Den fick en Grammis för "Årets låt 2007" och även en Rockbjörn för "Årets svenska låt 2007". Låten blev nummer 2 på Trackslistans årslista för 2007 och nummer 42 på Trackslistans årslista för 2008.
Låten spelades 2010 in av Wizex på albumet Innan det är försent och i Dansbandskampen 2010 tolkades låten av Elisas.
Odd Nordstoga gav 2016 ut en akustisk tolkning av låten på norska: "Om du reiste din veg", på albumet "Aleine heime".

## Svensktoppen
Den 16 september 2007 gick låten in på Svensktoppen., och den 18 november 2007 gick den upp på förstaplatsen.
Den 20 september 2009 firades låtens två-årsjubileum på Svensktoppen, med tårta med texten "Svensktoppen 2 år" på.
Den 10 januari 2010 hade den legat totalt 120 veckor och den 25 oktober 2009 slog den Peter Jöbacks låt Guldet blev till sand som åren 1997-1999 låg 110 veckor.
Den 10 juli 2011 firade låten 200 veckor på Svensktoppen.
Den 22 april 2012 åkte den slutligen ut från Svensktoppen, efter 240 veckor, och lyckades därmed inte slå Du är min man som förblev rekordhållare med 278 veckor.

## Låtlista
1. "Om du lämnade mig nu" (duett med Miss Li)
2. "Om du lämnade mig nu (alternativ tagning)"

## Listplaceringar
| Lista (2007-2010) | Position |
| ----------------- | -------- |
| Sverige           | 1        |